# Kōji Morita
Kōji Morita (jap. 森田 耕司 Morita Kōji; ur. 1972 w prefekturze Osaka) – japoński profesor nauk humanistycznych w zakresie językoznawstwa słowiańskiego, nauczyciel akademicki oraz kierownik Katedry Języka Polskiego Tokijskiego Uniwersytetu Studiów Międzynarodowych (Tokyo University of Foreign Studies, Tōkyō Gaikokugo Daigaku).

## Życie zawodowe
Początkowo studiował język rosyjski, co ułatwiło mu późniejszą naukę języka polskiego. Ze względu na słaby rozwój akademickiego nauczania języków słowiańskich w Japonii, postanowił rozpocząć studia polonistyczne w Polsce. W 2005 Instytut Slawistyki PAN nadał mu stopień doktora nauk humanistycznych za rozprawę pt. Przemiany socjolingwistyczne w polskich społecznościach na Litwie (rejon trocki) i Białorusi (rejon iwieniecki). Studium porównawcze, przygotowaną pod kierunkiem Anny Zielińskiej. Podjął następnie pracę na stanowisku adiunkta w Instytucie Filologii Orientalnej Wydziału Filologicznego UJ. Później związał się z Tokijskim Uniwersytetem Studiów Międzynarodowych, obejmując w 2013 stanowisko kierownika Katedry Języka Polskiego. 

## Twórczość
- Koji Morita, Przemiany socjolingwistyczne w polskich społecznościach na Litwie (region Trocki) i Białorusi (region Iwieniecki). Studium porównawcze, Warszawa: Slawistyczny Ośrodek Wydawniczy, 2006, ISBN 83-89191-51-2, OCLC 162502299. Brak numerów stron w książce
- Spotkania Polonistyk Trzech Krajów – Chiny, Korea, Japonia – Rocznik 2014/2015, Tokyo 2015 – redaktor tego tomu rocznika oraz autor pomieszczonego w nim artykułu: Nowe horyzonty w popularyzacji języka i kultury polskiej na TUFS-ie, s. 33-40.
- Fryderyk Chopin 2010, Pascal, Joint Translation, 2009.
- The Poems of Czeslaw Milosz, Seibunsha, Joint Translation, 2011[3].

## Nagrody
- 2007 – Nagroda zespołowa II stopnia Rektora Uniwersytetu Jagiellońskiego[3].